# Рожков, Владимир Васильевич
Владимир Васильевич Рожков (10 июля 1946, деревня Ляпуновка, Милославский район, Рязанская область, РСФСР — 18 августа 2024) — советский и российский военачальник Пограничных войск, генерал-полковник (2004).

## Биография
Русский. В 1964 году окончил среднюю школу.
В августе 1964 года призван в Пограничные войска КГБ СССР. В 1968 году окончил Алма-Атинское высшее пограничное командное училище КГБ при Совете Министров СССР. С 1968 года служил в Дальневосточном пограничном округе на границе с Китаем: заместитель начальника пограничной заставы по политчасти в 56-м Благовещенском и в 78-м Кумарском пограничных отрядах, с 1969 года — заместитель начальника по политчасти межотрядной школы сержантского состава.
В 1974 году окончил Краснознамённый военный институт КГБ при Совете министров СССР. С 1974 года — офицер отдела штаба Дальневосточного военного округа. С 1976 года — заместитель начальника 75-го Иннокентьевского пограничного отряда, с 1977 — на той же должности в 56-м пограничном отряде Дальневосточного пограничного округа. С 1981 года — заместитель начальника отдела штаба Дальневосточного пограничного округа, с апреля 1983 года — заместитель начальника штаба этого округа. С апреля 1985 года — заместитель начальника войск Восточного пограничного округа (штаб — Алма-Ата). С этой должности неоднократно направлялся в служебные командировки на территорию Демократической Республики Афганистан, участвовал в боевых действиях Афганской войны.
С декабря 1991 года — заместитель начальника Главного управления Комитета по охране государственной границы. С января 1994 года — первый заместитель начальника разведывательного управления Федеральной пограничной службы Российской Федерации. С сентября 1995 года — начальник управления Федеральной пограничной службы Российской Федерации. С октября 1998 года — первый заместитель начальника департамента ФПС России. С июля 2003 года — первый заместитель начальника Пограничной службы ФСБ России. Затем в отставке.
Скончался 18 августа 2024 года на 79-м году жизни. Похоронен на Федеральном военном мемориале «Пантеон защитников Отечества». 

## Награды
- орден Мужества
- орден Красного Знамени
- орден Красной Звезды
- орден «За службу Родине в Вооружённых Силах СССР» 3-й степени
- медали
- Заслуженный пограничник Российской Федерации (27.05.2001)
- Почётный сотрудник госбезопасности